# Terra de l'Emperador Guillem II
La Terra de Guillem II, costa de Guillem II o Terra de l'Emperador Guillem II (en anglès, Wilhelm II Coast) és la part de l'Antàrtida que s'estén entre el cap Penck (66° 43′ S, 87° 43′ E / 66.717°S,87.717°E), límit amb la costa de Leopold i Astrid en la Terra de la Princesa Elizabeth, i el cap Filchner (66° 27′ S, 91° 54′ E / 66.450°S,91.900°E), límit amb la Terra de la Reina Mary. El mar que banya la costa de Leopold i Astrid és denominat mar de Davis.
L'àrea és reclamada per Austràlia (Wilhelm II Land) com a part del Territori Antàrtic Australià, però està subjecta a les restriccions establertes pel Tractat Antàrtic.

## Història

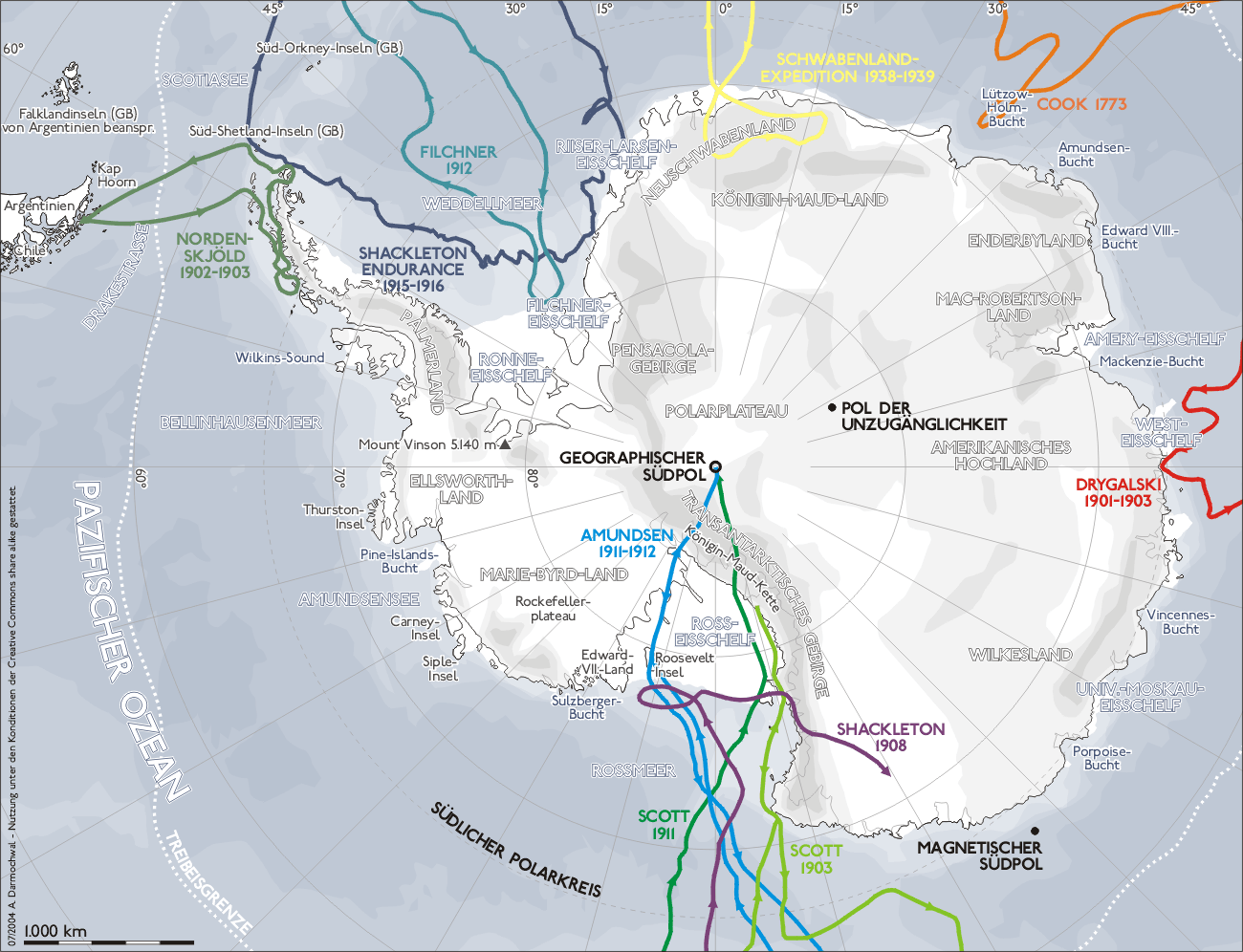
En vermell, ruta de l'expedició de Drygalski.

L'àrea va ser descoberta el 22 de febrer de 1902 durant l'expedició Gauss (1901-1903) d'Alemanya, dirigida pel veterà de l'Àrtic i professor de geologia Erich Dagobert von Drygalski (1865-1949). Drygalski li va donar el nom del kàiser Wilhelm II (Kaiser-Wilhelm-II.-Land), que havia finançat l'expedició, amb 1,2 milions de Goldmark.
En la badia on l'expedició de Drygalski va tenir el seu campament fins al 8 de febrer de 1903 està el volcà Gaussberg (66° 48′ 0″ S, 89° 11′ 0″ E / 66.80000°S,89.18333°E), a 370 metres d'altura, un volcà extint que porta el nom del Gauss, el vaixell de l'expedició de Drygalski.
La Base Sovetskaya de la Unió Soviètica va ser inaugurada a la Terra de Guillem II el 16 de febrer de 1958 i tancada el 3 de gener de 1959.